# Korset (TV-serie)
Korset är en svensk TV-serie i tre delar från 1985, regisserad och skriven av Lars Molin och baserad på hans roman med samma namn. I rollerna ses bland andra Tommy Johnson, Mona Seilitz och Ingvar Hirdwall.

## Handling
Birgers och Eivors dotter begravs efter att ha dött till följd av en överdos heroin. Birger tar lagen i egna händer, och man finner snart kända narkotikaprofiler korsfästa på dörrar till samhällets institutioner. Samtidigt utarbetar justitieministern tillsammans med polisledningen en plan som radikalt kommer att förändra samhället. Jörgen Wennström blir involverad i planen samtidigt som han börjar träffa den ensamma prästen Ulla, hon som begravde Birgers dotter. Men planen är svår att backa ifrån och har ett högt pris.

## Rollista
- Tommy Johnson – Birger Bengtsson
- Mona Seilitz – Eivor, Birgers fru
- Anita Ekström – Ulla, präst
- Ingvar Hirdwall – Jörgen Wennström
- Lennart Hjulström – justitieministern
- Lars Lind – rikspolischef
- Stig Torstensson – polismästare
- Roland Hedlund – Stig Malm, polisbefäl på ledningscentralen
- Christer Banck – Janssen, Birgers kollega
- Niels Dybeck – advokat Gunnar Roos
- Hans V. Engström – Nick, provokativt fyllo
- Asko Sarkola – Mick, filosofiskt fyllo
- Palle Granditsky – professor
- Göthe Grefbo – äldre man med hund
- Jan Guillou – sig själv
- Åke Lagergren – rättsläkare
- Heinz Hopf – doktor
- Anders Nyström – Gunnar Roos kollega
- Lennart Jähkel – polis på ledningscentralen
- Marian Gräns – polis på ledningscentralen
- Ingrid Luterkort – vettskrämd dam i fönster
- Rafael Edholm – huligan
- Sven Holmberg
- Gun Arvidsson
- Thomas Oredsson
- Lennart Tollén
- Hans Ernback
- Mikael Alsberg
- Michael Kallaanvaara
- Hans Harnesk

## Om serien
Musiken komponerades av Oskar Lindberg och Ted Ström. Serien sändes första gången mellan den 24 februari och 10 mars 1985 och repriserades 1994.